# 美咲警察署
美咲警察署（みさきけいさつしょ）は、岡山県警察が管轄する警察署の一つである。

## 所在地
- 岡山県久米郡美咲町打穴中1082番地2

## 管轄区域
- 岡山県久米郡久米南町
- 岡山県久米郡美咲町

## 沿革
- 1904年（明治37年）6月加美警察署を設置する。
- 1976年（昭和51年）8月久米警察署に改称する。
- 2005年（平成17年）3月22日 美咲警察署に改称する。
- 2006年（平成18年）4月1日 津山市のうち久米地区（旧久米町）を津山警察署に移管する。

## 駐在所
（）の中は所在地。
- 三保駐在所（久米郡美咲町打穴下）
  - 久米郡美咲町のうち打穴北（一部）、打穴里、打穴下、打穴中、打穴西、錦織
- 加美駐在所（久米郡美咲町原田）
  - 久米郡美咲町のうち小原、金堀、越尾、西幸、新城、原田、頼元
- 大垪和駐在所（久米郡美咲町大垪和西）
  - 久米郡美咲町のうち打穴上、打穴北（一部）、大垪和西、大垪和東、境、角石祖母、両山寺、和田北
- 西川駐在所（久米郡美咲町西川）
  - 久米郡美咲町のうち上口、江与味、北、小山、里、栃原、中、中垪和、西、西川、西川上、西垪和、東垪和、南
- 柵原駐在所（久米郡美咲町久木）
  - 久米郡美咲町のうち上間、書副、栗子、小瀬、定宗、塩気、重藤、下谷、周佐、惣田、大戸上、大戸下、高城、塚角、百々、八神、羽仁、久木、藤田上、藤田下、藤原、松尾、宮山、安井、休石、柵原、行信、吉留、連石
- 吉ヶ原駐在所（久米郡美咲町吉ヶ原）
  - 久米郡美咲町のうち王子、吉ヶ原、高下、飯岡
- 弓削駐在所（久米郡久米南町下弓削）
  - 久米郡久米南町のうち上二ヶ、上弓削、塩之内、下二ヶ（一部）、下弓削、西山寺、羽出木、仏教寺、全間、松
- 誕生寺駐在所（久米郡久米南町里方）
  - 久米郡久米南町のうち北庄、里方、南庄、山ノ城
- 神目駐在所（久米郡久米南町上神目）
  - 久米郡久米南町のうち上神目、上籾、京尾、神目中、下二ヶ（一部）、下籾、峠、中籾、別所、宮地、山手、南畑、安ヶ乢